# Fabian Schnellhardt
Fabian Schnellhardt (* 12. Januar 1994 in Leinefelde) ist ein deutscher Fußballspieler, der zuletzt beim SV Darmstadt 98 unter Vertrag stand.

## Karriere

### Im Verein
Schnellhardt wechselte 2009 von Erfurt nach Köln. Ab der Saison 2012/13 spielte er bei der zweiten Mannschaft des 1. FC Köln in der Regionalliga West. Ab der Saison 2013/14 stand Schnellhardt im Kader der ersten Mannschaft. Sein Debüt für die Profis in der 2. Bundesliga gab er am 1. September 2013, dem 6. Spieltag, als er beim 4:1-Heimerfolg über den FC Erzgebirge Aue in der 86. Spielminute für Matthias Lehmann eingewechselt wurde.
Zur Saison 2014/15 wechselt Schnellhardt in die 3. Liga zum MSV Duisburg. Bei diesem nahm er zunächst keinen Stammplatz ein, sondern kam durch Einwechselungen gelegentlich zu Einsatzzeit. 2015 stieg die Mannschaft in die 2. Bundesliga auf. Im Juni 2015 wurde Schnellhardt vom Drittligisten Holstein Kiel für ein Jahr auf Leihbasis verpflichtet. Dort war er Stammspieler und brachte es auf 35 Ligaeinsätze. Im Sommer 2016 kehrte er nach Duisburg zurück und unterschrieb einen Vertrag bis 2020.
In der Saison 2016/17 wurde Schnellhardt zum besten Spieler der Saison in der dritten Liga gekürt. Nach dem Aufstieg in dieser Spielzeit wurde er nicht nur zum Stammspieler, sondern auch zum zweiten Kapitän der Mannschaft in der 2. Bundesliga hinter Kevin Wolze.
Nach dem erneuten Abstieg des MSV löste Schnellhardt seinen bis Juni 2020 gültigen Vertrag im Sommer 2019 auf und unterschrieb einen Dreijahresvertrag beim SV Darmstadt 98. Am 28. Juli 2019 gab er beim 1:1-Auwärtsspiel gegen den Hamburger SV sein Debüt für die Lilien. Zum Ende seiner ersten Saison stand er in zwanzig Spielen auf dem Platz und konnte zwei Tore erzielen. In der Saison 2020/21 kam er unter Markus Anfang auf 23 Zweitligaeinsätze und erreichte mit der Mannschaft Platz 7. Im Dezember 2021 verlängerte er seinen Vertrag in Darmstadt bis 2024. Die Saison 2021/22 unter Torsten Lieberknecht schloss er mit der Mannschaft auf dem vierten Platz in der zweiten Liga ab, wobei er aufgrund eines Muskelbündelriss nur auf fünfzehn Ligaeinsätze (zwei Tore) kam. Im darauffolgenden Jahr stieg Schnellhardt mit seiner Mannschaft als Tabellenzweiter in die Bundesliga auf. Nach dem direkten Wiederabstieg wurde sein Vertrag nach der Saison 2023/24 nicht verlängert.

### Nationalmannschaft
Schnellhardt war U20-Nationalspieler. Mit der U17 wurde er bei der WM 2011 in Mexiko Dritter.

## Erfolge
- U17-Weltmeisterschaft 2011 – 3. Platz
- Zweitligameister 2014 und Aufstieg in die Bundesliga (mit dem 1. FC Köln)
- Vizemeister der 3. Liga 2015 und  Aufstieg in die 2. Fußball-Bundesliga (mit dem MSV Duisburg)
- Meister der 3. Liga 2017 und  Aufstieg in die 2. Fußball-Bundesliga (mit dem MSV Duisburg)
- Spieler des Jahres der 3. Liga 2016/17

## Persönliches
Schnellhardt ist verheiratet und Vater einer Tochter (* 2022).